# Municipio de Appanoose (Illinois)
El municipio de Appanoose (en inglés: Appanoose Township) es un municipio ubicado en el condado de Hancock en el estado estadounidense de Illinois. En el año 2010 tenía una población de 435 habitantes y una densidad poblacional de 5,54 personas por km².

## Geografía
El municipio de Appanoose se encuentra ubicado en las coordenadas 40°34′51″N 91°18′8″O / 40.58083, -91.30222. Según la Oficina del Censo de los Estados Unidos, el municipio tiene una superficie total de 78.57 km², de la cual 66,09 km² corresponden a tierra firme y (15,88 %) 12,48 km² es agua.

## Demografía
Según el censo de 2010, había 435 personas residiendo en el municipio de Appanoose. La densidad de población era de 5,54 hab./km². De los 435 habitantes, el municipio de Appanoose estaba compuesto por el 97,7 % blancos, el 0,46 % eran afroamericanos, el 0,69 % eran amerindios, el 0,46 % eran asiáticos y el 0,69 % eran de una mezcla de razas. Del total de la población el 0,92 % eran hispanos o latinos de cualquier raza.